# Руда-Красна
Руда-Красна —  село в Україні, в Рівненському районі Рівненської області. Населення становить 414 осіб.

## Герб
Щит розтятий зеленим та золотим. У першій частині срібна скеля у вигляді печі. У другій частині лазурова квітка льону. У червоній главі срібний розширений хрест.

## Історія
22 червня 2023 року рішенням Національної комісії зі стандартів державної мови віднесено до списку населених пунктів, які «можуть не відповідати лексичним нормам української мови», зокрема стосуватися «російської імперської чи колоніальної політики». Громаді рекомендовано обґрунтувати доцільність збереження поточної назви або запропонувати нову назву в установленому законодавством порядку.

## Населення

### Мова
Розподіл населення за рідною мовою за даними перепису 2001 року:
| Мова       | Кількість | Відсоток |
| ---------- | --------- | -------- |
| українська | 411       | 99.28%   |
| російська  | 2         | 0.48%    |
| білоруська | 1         | 0.24%    |
| Усього     | 414       | 100%     |